# Oudoostnoords
Oudoostnoords of Runen-Oudoostnoords ontstond uit Oernoords en vormt samen met het Westnoords het Oudnoords. Tot circa 1000 verschilden ze niet veel, maar in de elfde eeuw groeien deze dialecten verder uit elkaar. Dit wordt weerspiegeld in de spelling gebruikt in Oudoostnoordse en Oudwestnoordse manuscripten van de elfde eeuw. Geleidelijk aan werden de veranderingen op het gebied van klankleer en vormleer groter.
De belangrijkste varianten van het Oudoostnoords waren het Oudzweeds en het Ouddeens. In beide talen zijn vooral wets- en rechtsteksten overgeleverd.
Uit het Oudoostnoords zijn het huidige Deens en Zweeds ontstaan. Zweeds door het Oudzweeds en Middelzweeds, Deens uit het Ouddeens en Middeldeens. Uit het Oudoostnoords ontstond nog een derde tak, het inmiddels uitgestorven Oudgutnisch ⇒ Middelgutnisch ⇒ Gutnisch. Gutnisch werd gesproken op Gotland en Fårö in de Oostzee.
In Zweden wordt Oudoostnoords runen-Zweeds genoemd, in Denemarken noemen ze het runen-Deens. Dit gebruik is taalkundig gezien niet relevant vanwege het minieme verschil tussen de dialecten gedurende de eerdere stadia van deze dialectgroep. 
Wijzigingen hadden de neiging eerder in de Deense regio op te treden, en tot op de dag van vandaag hebben veel oude Deense wijzigingen nog steeds niet plaatsgevonden in de moderne Zweedse taal. In dit opzicht is Zweeds de meest verouderde taal van de twee, uitgaande van zowel de oude als moderne talen. Toch zijn de verschillen, afgezien van een enkele ruime spelling, gering.
Ze worden runen genoemd omdat de gevonden teksten in het runenalfabet geschreven zijn.
Runen-Oudoostnoords is kenmerkend archaïsch van vorm, met name in het Zweeds (wat nog steeds geldt voor modern Zweeds ten opzichte van het moderne Deens).  In essentie evenaart of overtreft het de verouderdheid van post-runen Oudwestnoords wat op haar beurt weer verouderd is vergeleken met post-runen Oudoostnoords. Hoewel typisch "Oosters" in structuur, moesten veel veranderingen van Oudoostnoords nog plaatsvinden. 
Het foneem ʀ, wat zich gedurende de Oernoordse periode ontwikkelde van z, was nog duidelijk gescheiden van r in de meeste posities, terwijl het in Oudwestnoords al samengesmolten was met r.
De respectievelijke monoftongisatie van æi en øy/au naar ē en ø̄ moest nog plaatsvinden. Vergelijk runen-Oudoostnoords: fæigʀ, gæiʀʀ, haugʀ, møydōmʀ, diūʀ; met Post-runen Oudoostnoords: fēgher, gēr, hø̄gher, mø̄dōmber, diūr; Oudwestnoords: feigr, geirr, haugr, meydómr, dýr; en Oernoords *faigiaz, *gaizaz, *haugaz, *mawi- + dōmaz (maagdelijkheid), *diuza ((wild) dier).
Vrouwelijke o-stammen behouden vaak de meervouduitgang -aʀ terwijl ze in Oudwestnoords vaker samensmelten met vrouwelijke i-stammen: (runen-Oudoostnoords) *sōlaʀ, *hafnaʀ/*hamnaʀ, *vāgaʀ waar het in oudwestnoords sólir, hafnir and vágir is (modern Zweeds wordt solar, hamnar, vågar; zonnen, paradijzen, schalen; Deens heeft het onderscheid tussen de twee stammen grotendeels verloren. Beide uitgangen worden nu weergegeven als -er of -e als alternatief voor de o-stammen).
Vice versa neigen mannelijke i-stammen met de uitgang g of k de meervouduitgang te verschuiven naar die van de ja-stammen terwijl Oudwestnoords het origineel behouden heeft: drængiaʀ, *ælgiaʀ en *bænkiaʀ terwijl Oudwestnoords drengir, elgir (elanden) en bekkir heeft (modern Zweeds drängar, älgar en bänkar).
De meervouduitgang van ja-stammen zijn meestal bewaard gebleven terwijl die van Oudwestnoords veelal de i-stammen verkregen: *bæðiaʀ, *bækkiaʀ, *væfiaʀ waar in Oudwestnoords beðir (beds), bekkir, vefir (modern Zweeds bäddar, bäckar, vävar, Nederlands bedden, beken, wever).